# Ramón Iglesia Parga
Ramón Iglesia Parga (Santiago de Compostela, 3 de julio de 1905-Madison, 5 de mayo de 1948) fue un historiador, bibliotecario, editor y traductor español. De inclinación hispanoamericanista, tras luchar en el bando republicano en la guerra civil española se exilió en México y fue profesor en diversas universidades de los Estados Unidos.

## Biografía
Nacido el 3 de julio de 1905 en Santiago de Compostela, estudió en la Universidad Central de Madrid, Filosofía y Letras (Sección de Historia (1920-1926). A partir de 1925 trabajó en el Centro de Estudios Históricos de Madrid, donde colaboró con Dámaso Alonso en la edición del Enquiridion de Erasmo; colaboró también con Américo Castro. Ese año inició su investigación sobre Juan de Miralles y la intervención de España en la independencia de los Estados Unidos. En 1928 se le nombró lector de español en Gotemburgo (Suecia), enseñó lengua y literatura españolas en la Escuela Superior y la Escuela Superior de Comercio en esa ciudad, además, ofreció conferencias en Oslo, Estocolmo, Upsala, Copenhague y en la Universidad de Berlín (1928-1930).
Regresó a España en 1930 e ingresó (por oposición) al Cuerpo Facultativo de Archiveros, Bibliotecarios y Arqueólogos (1931), colaborando en la Biblioteca Nacional en Madrid, donde trabajó en la sección de Libros Extranjeros (hablaba inglés, francés, alemán, italiano y sueco). Se integró también en el Centro de Estudios Históricos, que dirigió Menéndez Pidal, donde participó en la sección Hispanoamericana —bajo la dirección de Américo Castro— y colaboró con su revista Tierra Firme (1935-1936) —primera revista americanista española, de la que llegó a ser redactor jefe— junto con su mujer, Raquel Lesteiro, y los demás integrantes de la Sección Hispanoamericana del Centro. Participó en las publicaciones culturales más prestigiosas de la época, como Revista de Occidente, La Gaceta Literaria y Cruz y Raya. También formó parte de la Junta Directiva del Ateneo de Madrid.
Al estallar la guerra civil, Ramón Iglesia figuró entre los firmantes del «Manifiesto de la Alianza de Intelectuales Antifascistas» y se incorporó al Ejército republicano. Durante la guerra fue oficial de artillería, capitán de Estado Mayor y comandante en las Brigadas Internacionales. Estuvo en el frente del Norte y en el Ebro. Por decreto se le nombró vocal de la Comisión Gestora del Cuerpo de Archivos y Bibliotecas; también fue parte de la Junta de Protección del Tesoro Artístico. Tras la derrota, marchó al exilio mexicano a bordo del buque Sinaia. Durante la travesía, el 5 de junio de 1939, dio una conferencia sobre "La conquista y dominación española". En México trabajó como traductor, ejerció de profesor y colaboró en numerosas revistas. Fue editor de la Historia verdadera de la conquista de la Nueva España de Bernal Díaz del Castillo (1943).
Ingresó a La Casa de España en México en 1939 e impartió el curso sobre "Cervantes y el Quijote" en la Escuela de Verano de la Universidad Nacional Autónoma de México. En el periodo 1941-1943 impartió, en El Colegio de México, el curso de "Historiografía de la conquista de la Nueva España", en su Centro de Estudios Históricos.
En 1942 se trasladó a Estados Unidos, donde fue profesor de la Universidad de California y becario de la Fundación Guggenheim, volvió a México (1944-1945) y regresó a Estados Unidos como profesor invitado de la Universidad de Illinois (1946-1947) y, después como profesor asociado de la Universidad de Wisconsin (1947-1948). En estos años se agravaron sus problemas psiquiátricos y acabó suicidándose el 5 de mayo de 1948, en Madison (estado de Wisconsin). Según Álvaro Matute, Ramón Iglesia habría sido considerado «uno de los renovadores de la historia de la historiografía en México».

## Publicaciones
- Baraja de crónicas castellanas del siglo XVI. Selección y prólogo de R. Iglesia. México: Editorial Séneca, 1940.
- Gutierre Diez de Games: El Victorial, crónica de Don Pero Niño. Selección, prólogo y notas de R. Iglesia. México, Editorial Séneca, 1940.
- Cronistas e Historiadores de la conquista de México. El ciclo de Hernán Cortés. México, El Colegio de México, 1942. (Reed., México, Secretaría de Educación Pública, 1976).
- Bernal Díaz del Castillo: Verdadera historia de la conquista de la Nueva España. Edición de R. Iglesia. México, Nuevo Mundo, 1943, 2 vols.
- El hombre Colón y otros ensayos. México: El Colegio de México, 1944. (Reed., México, Fondo de Cultura Económica, 1986; prólogo de Álvaro Matute).
- Estudios de historiografía de la Nueva España. Introducción de R. Iglesia. México, El Colegio de México, 1945.
- Vida del Almirante don Cristóbal Colón. Edición, prólogo y notas de R. Iglesia. México, Fondo de Cultura Económica, 1947.